# Ilse Willers
Ilse Willers (* 19. November 1912 in Galbrasten; † Februar 2010 in Wedel) war eine deutsche Malerin und Grafikerin, die in Wedel lebte und arbeitete. Ihr Schaffen stand in der Tradition des Surrealismus und Expressionismus.

## Leben und Werk
Ilse Willers zog nach dem Abitur in Insterburg zum Studium nach Berlin. Sie schrieb sich an der Kunstgewerbeschule in Berlin-Charlottenburg ein und setzte ihre Ausbildung nach einem Semester an der Staatlichen Kunstschule in Berlin-Schöneberg fort. Wiederum nach einem Semester entschloss sich Willers, ihr Studium an der Kunstakademie in Königsberg unter Heinrich Wolff fortzusetzen. Es folgte die Vertreibung aus Ostpreußen, worauf sie sich in Norddeutschland niederließ.
Im Laufe ihres Lebens bildete sie sich künstlerisch weiter fort und besuchte in Hamburg Kurse bei Karl Kluth, Eduard Hopf, Eylert Spars, Fritz Husmann, Erich Wessel und war Schülerin des Expressionisten Oskar Kokoschka und Johnny Friedländer in der Sommerakademie in Salzburg. Von letzterem erlernte sie die Technik der Farbradierung. In den 1960er Jahren zeichnete sie u. a. Inszenierungen am Thalia-Theater in Hamburg.
Im Jahr 1987 erreichte Willers den 3. Platz für Graphik beim Grand Prix d’Arc in Nürnberg. 1995 erhielt sie den Arnold-Fiedler-Preis in Hamburg. 1981 gab das Kulturgeschichtliche Museum Osnabrück einen Katalog aller bis dato geschaffenen Radierungen, Holzschnitte und Gemälde heraus.
Ihre Arbeiten in verschiedenen Museen und Kunstvereinen gezeigt, darunter im Märkischen Museum Witten, Kunsthaus Hamburg, in der Kunsthalle Wilhelmshaven, im Kulturgeschichtlichen Museum Osnabrück, Kunstverein Salzgitter, Museum Husum oder Kubus Hannover. Werke von ihr befinden sich in verschiedenen deutsche Museen, u. a. im Museumsberg Flensburg und ihr Nachlass an Theaterzeichnungen in der Theatersammlung der Staats- und Universitätsbibliothek Hamburg.

## Einzelausstellungen (Auswahl)
- 1992: Ilse Willers, Ostpreußisches Landesmuseum Lüneburg[4]
- 1982: Ilse Willers, Galerie von Francheville im Kubus Hannover
- 1981: Ilse Willers. Strand, Meer und Kosmos, Mittelrhein-Museum Koblenz[5]
- 1981: Ilse Willers, Kulturgeschichtliches Museum Osnabrück
- 1975: Ilse Willers. Farbradierungen, Ölbilder, Märkisches Museum Witten
- 1973: (mit Kriemhild Flake und Anna Maria Strackerjan): Kriemhild Flake, Anna Maria Strackerjan, Ilse Willers, Kunsthalle Wilhelmshaven